# Münzverruf
Münzverruf (auch Münzverrufung) war im Mittelalter und der Neuzeit eine Erklärung des Münzrechtsinhabers, dass seine Münzen oder ein Teil des umlaufenden Metallgeldes ab einem bestimmten Zeitpunkt ungültig bzw. abgewertet werden.

## Verfahrensweise

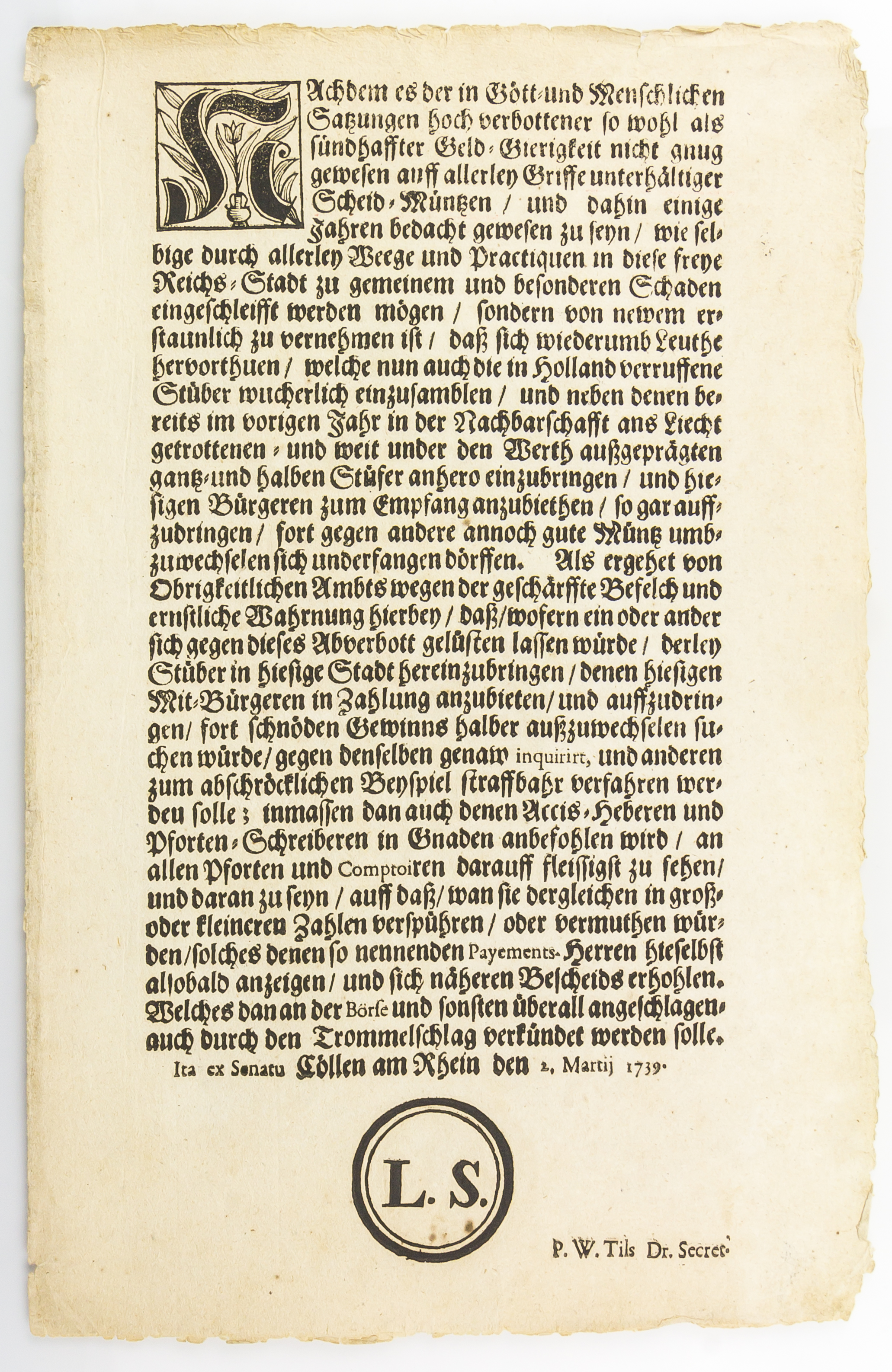
Plakat des Rats der Stadt Köln vom 2. März 1739, das die Einfuhr und Verbreitung in Holland verrufener Stüber-Münzen verbietet (mit Transkript)

Der Verruf geschah durch Aufruf bzw. schriftliche Bekanntmachung (Münzdekret, Gesetzblattform oder Plakate), die an öffentlichen Plätzen (Marktplatz, Rathaus, Post, Banken) angeschlagen wurde. Münzrechtsinhaber waren meist Länder, Fürsten, Münzstände oder Städte. Darin wurden ausdrücklich bestimmte in- oder ausländische Münzsorten, teilweise mit Bilddarstellung, ab dem angegebenen Datum für nicht mehr oder nur noch beschränkt kursfähig erklärt. Im späten 18. Jahrhundert wurden auch häufig – neben fremden – sogar eigene Scheidemünzen älterer Jahrgänge „regelmäßig“ abgewertet, so dass z. B. 1 Pfennig „alter Währung“ nur noch für ½ Pfennig „neuer Währung“ angenommen wurde. Gelegentlich wurde bei älteren und ausländischen Talern und Goldmünzen zur Landeswährung auch mal aufgewertet, wenn diese zuvor im gesetzlichen Münzfuß (Feingehalt pro Nominalwert) abgewertet wurde. Niemand musste (in der Regel sogar durfte) nach diesem Termin dieses so bezeichnete Geld zum vormaligen Wert annehmen, da sie dann auch für Steuerzahlungen entsprechend umgewertet oder gar vollständig verrufen waren. Bei bevorstehendem Totalverruf waren häufig noch Umtauschmodalitäten auf diesen Gesetzen und Plakatanschlägen angegeben. Ergänzend wurden gelegentlich auch noch Bekanntmachungen zu Banknoten gemacht.
Ursprünglich wurde die Münzverrufung (lateinisch renovatio monetae) mit anschließender Münzerneuerung eingeführt, um die karolingischen Pfennigmünzen im Frankenreich reichsweit durchzusetzen, denn in der Regel galten die Münzen nur auf den Märkten in der Nähe des Prägeorts als vollwertig, sieht man einmal von Handelsmünzen ab.